# Otto Diels

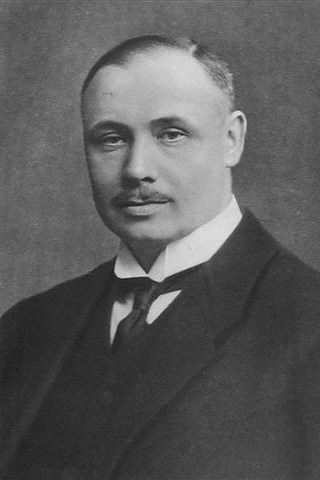
Otto Diels in Kiel

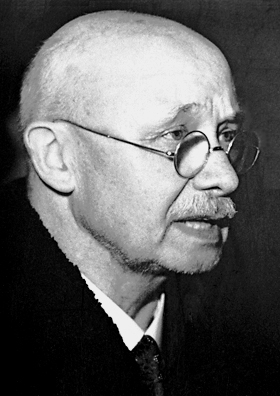
Otto Diels als Nobelpreisträger

Otto Paul Hermann Diels (* 23. Januar 1876 in Hamburg; † 7. März 1954 in Kiel) war ein deutscher Chemiker. Mit seinem Schüler Kurt Alder erhielt er 1950 den Nobelpreis für Chemie für die Entdeckung der Diels-Alder-Reaktion.

## Leben
Diels besuchte das Joachimsthalsche Gymnasium und studierte Chemie an der Friedrich-Wilhelms-Universität zu Berlin bei Emil Fischer. Er schloss das Studium 1899 ab und promovierte bei Emil Fischer zum Dr. phil. Er erhielt 1915 ein Extraordinariat und wechselte bereits ein Jahr später als Lehrstuhlinhaber an die Christian-Albrechts-Universität zu Kiel. 1925/26 war er ihr Rektor. Bis 1945 leitete er das Institut für Chemie. Seine Arbeitsgebiete waren die Konstitution der Steroide, Dehydrierungsreaktionen mit Selen, α-Diketone, Urethane und Kohlenstoffsuboxid.

## Ehrungen

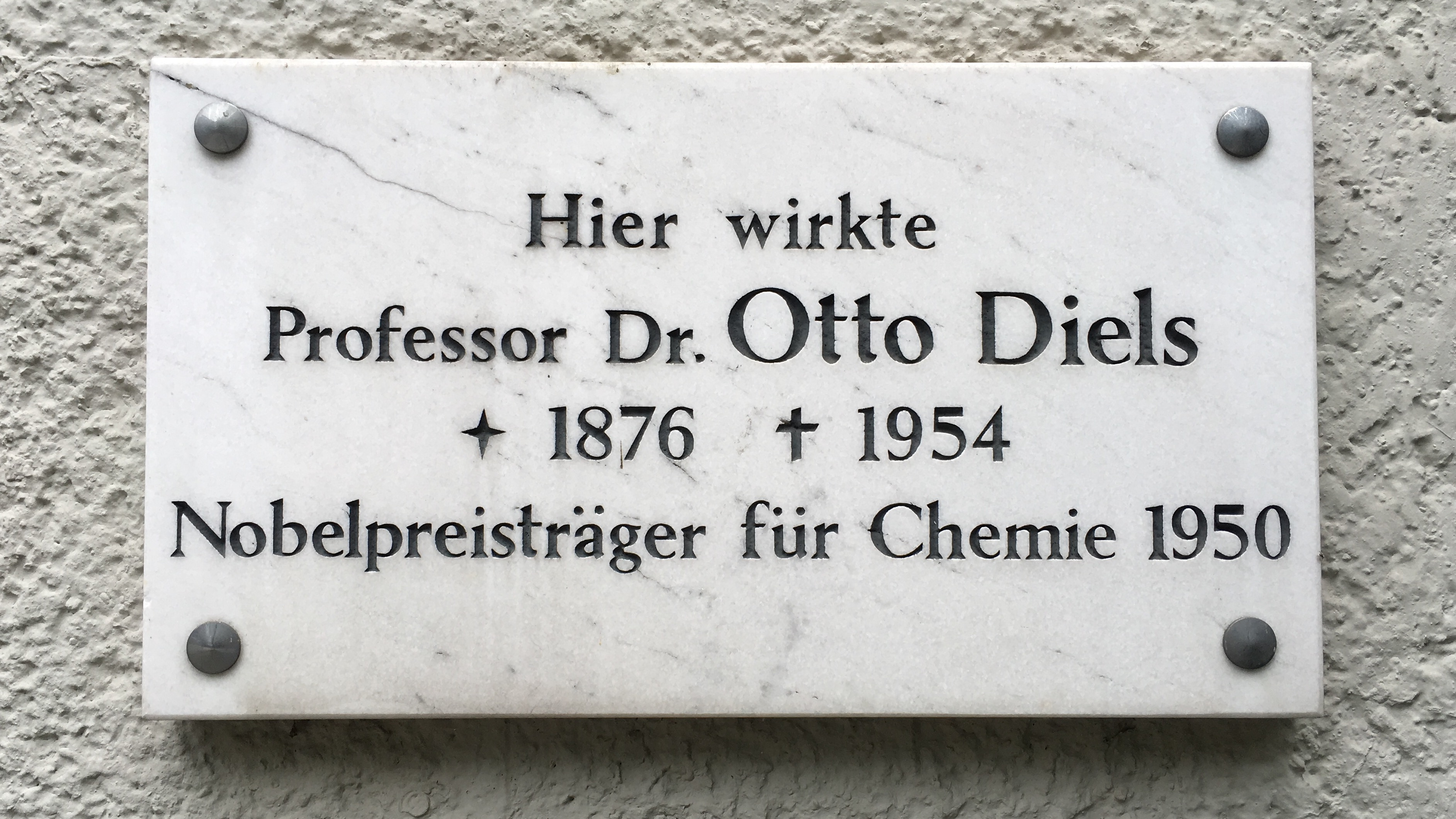
Gedenktafel für Otto Diels am Eingang des ehemaligen Hygieneinstituts in Kiel

- Mitglied der Deutschen Akademie der Naturforscher Leopoldina (1922)[4]
- Mitglied der Göttinger Akademie der Wissenschaften (seit 1928)[5]
- Korrespondierendes Mitglied der Bayerischen Akademie der Wissenschaften (seit 1935)[6]
- Nobelpreis für Chemie (1950)
- Großes Bundesverdienstkreuz (1952)
- Otto-Diels-Institut für Organische Chemie in Kiel mit Bronzeplakette im Eingangsbereich (2005)
- Dielsweg in Düsternbrook[7]
- Chemical Breakthrough Award 2011 der American Chemical Society, scs.illinois.edu

## Schriften (Auswahl)
- Zur Kenntnis der Cyanurverbindungen. Dissertation. Friedrich-Wilhelms-Universität zu Berlin, 1899.
- Einführung in die organische Chemie. Weber, Leipzig 1913.
- Einführung in die anorganische Experimentalchemie. Vereinigung wissenschaftlicher Verleger, Berlin, Leipzig 1922.